# 英格蘭經濟
英格蘭是英國的四個構成國家中規模最大的經濟體。英格蘭是一個高度工業化的國家，是一個重要的紡織品和化工產品生產國。英格蘭重工業的主要產品包括汽車、鐵路機車和飛機。倫敦金融城是英格蘭重要的收入來源。自1990年代開始，服務業在英格蘭經濟中發揮了越來越重要的角色，倫敦金融城是世界最大的金融中心之一，也是銀行、保險公司、商品期貨交易所的集中地。英格蘭的貨幣是英鎊，英國的央行英格蘭銀行也位於倫敦。現在服務業是英格蘭最大的產業。工業在英格蘭經濟中的地位下降，其中唯一成長的部門是建築業。英格蘭的經濟成長主要依靠服務業、行政和金融部門。

## 外部連結
- CIA World Factbook （页面存档备份，存于）
- British Chambers of Commerce Quarterly Economic Survey